# Iron Gate
Iron Gate és una població dels Estats Units a l'estat de Virgínia. Segons el cens del 2000 tenia 404 habitants.

## Demografia
Segons el cens del 2000, Iron Gate tenia 404 habitants, 185 habitatges, i 121 famílies. La densitat de població era de 445,7 habitants per km².
Dels 185 habitatges en un 17,3% hi vivien nens de menys de 18 anys, en un 54,6% hi vivien parelles casades, en un 7,6% dones solteres, i en un 34,1% no eren unitats familiars. En el 31,9% dels habitatges hi vivien persones soles el 17,8% de les quals corresponia a persones de 65 anys o més que vivien soles. El nombre mitjà de persones vivint en cada habitatge era de 2,18 i el nombre mitjà de persones que vivien en cada família era de 2,73.
Per edats la població es repartia de la següent manera: un 16,6% tenia menys de 18 anys, un 8,2% entre 18 i 24, un 24% entre 25 i 44, un 27,5% de 45 a 60 i un 23,8% 65 anys o més.
L'edat mediana era de 46 anys. Per cada 100 dones de 18 o més anys hi havia 94,8 homes.
La renda mediana per habitatge era de 26.094 $ i la renda mediana per família de 34.464 $. Els homes tenien una renda mediana de 27.222 $ mentre que les dones 17.500 $. La renda per capita de la població era de 16.703 $. Entorn del 7,4% de les famílies i el 9,9% de la població estaven per davall del llindar de pobresa.

## Poblacions més properes
El següent diagrama mostra les poblacions més properes.